# Smilax emeiensis
Smilax emeiensis là một loài thực vật có hoa trong họ Smilacaceae. Loài này được J.M.Xu miêu tả khoa học đầu tiên năm 1985.